# Eremoleon gracilis
Eremoleon gracilis is een insect uit de familie van de mierenleeuwen (Myrmeleontidae), die tot de orde netvleugeligen (Neuroptera) behoort. 
Eremoleon gracilis is voor het eerst wetenschappelijk beschreven door Adams in 1957.